# Homi Nusserwanji Sethna
Homi Nusserwanji Sethna (Hindi: होमी नौशेरवानजी सेठना, Homī Nauśervānajī Seṭhnā; * 24. August 1923 in Bombay; † 5. September 2010 in Mumbai) war ein indischer Atomwissenschaftler, langjähriger Vorsitzender der Atomenergiekommission (AEC) und die führende Kraft hinter Indiens erstem Nukleartest.

## Biografie
Sethna, ein Atomwissenschaftler und Chemieingenieur, wurde Mitte der 1950er Jahre von Homi Jehangir Bhabha an das Forschungszentrum Atomic Energy Establishment Trombay (AEET) gerufen und war dort zunächst zwischen 1956 und 1958 Projektmanager für den Bau des Canadian Indian Reactor with US heavy water (CIRUS), einem Reaktor mit 40 Megawatt Leistung. Anschließend war er verantwortlich für den Bau der ersten Plutonium-Produktionsanlage in Trombay 1959 und später Direktor von Indian Rare Earth in Kerala. 1960 wurde ihm als Erstem der Shanti Swarup Bhatnagar Prize for Science and Technology für Ingenieurwissenschaft verliehen.
Nach dem Tode von Bhabha wurde er 1966 dessen Nachfolger als Vorsitzender der Atomenergiekommission und ließ 1967 die Uran-Produktionsanlage in Jaduguda in Bihar errichten. In seiner Funktion als Vorsitzender der AEC war er auch die treibende Kraft hinter der ersten indischen, angeblich friedlichen Zwecken dienenden nuklearen Explosion im Rahmen der Operation Smiling Buddha in der Wüste Thar am 18. Mai 1974. Für seine Verdienste wurde er 1975 mit dem Padma Vibhushan, dem zweithöchsten zivilen Verdienstorden ausgezeichnet.
1984 trat er als Vorsitzender der Atomenergiekommission zurück und ging später in die Privatwirtschaft. Neben einer Tätigkeit als Vorsitzender des Energieversorgungsunternehmens Tata Power von 1989 bis 2000 war er auch Vorstandsmitglied von Tata Sons Ltd., Bombay Dyeing und einigen anderen Unternehmen.